# Transponedor

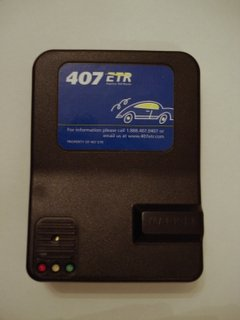
Exemple d'un transponder de peatge d'autopista

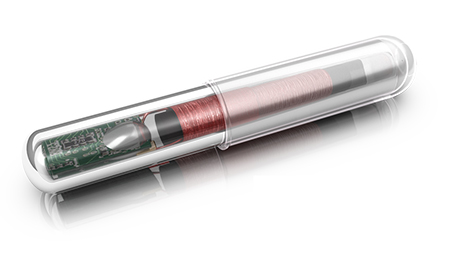
Exemple de transponder per a indentificació d'animals

En telecomunicacions, un transponedor és un dispositiu que, en rebre un senyal, emet un senyal diferent en resposta. Prové del terme anglès, transponder que és una combinació de transmitter i response.
En navegació aèria o identificació per radiofreqüència, un transponedor de vol és un transceptor automatitzat en una aeronau que emet un senyal d'identificació codificat en resposta a un senyal rebut d'interrogació. En un satèl·lit de comunicacions, un transponedor de satèl·lit rep senyals sobre un rang de freqüències d'enllaç ascendent, generalment des d'una estació terrestre de satèl·lit; el transponedor els amplifica i els torna a transmetre en un conjunt diferent de freqüències d'enllaç descendent als receptors de la Terra, sovint sense canviar el contingut del senyal o senyals rebuts.
Els canals d'un satèl·lit de comunicacions s'anomenen transponders perquè cadascun és un transceptor o repetidor separat. Amb la compressió i la multiplexació de dades de vídeo digital, diversos canals de vídeo i àudio poden viatjar a través d'un sol transponedor en un sol portador de banda ampla. El vídeo analògic original només té un canal per transponedor, amb subportadores per a l'àudio i el servei d'identificació de transmissió automàtica (ATIS). Les estacions de ràdio no multiplexades també poden viatjar en mode únic canal per portadora (SCPC), amb múltiples portadores (analògics o digitals) per transponedor. Això permet que cada estació transmeti directament al satèl·lit, en lloc de pagar per un transponedor sencer, o utilitzar línies fixes per enviar-la a una estació terrestre per a la multiplexació amb altres estacions.